# All Shapes & Disguises
| Recensione    | Giudizio |
| ------------- | -------- |
| Absolutepunk  |          |
| Sputnik Music |          |

All Shapes & Disguises è il primo EP del gruppo musicale australiano Tonight Alive, pubblicato il 1º marzo 2010

## Descrizione
L'EP è stato pubblicato dall'etichetta indipendente Takedown Records. In seguito al discreto numero di vendite ottenuto soprattutto in Giappone, dove è stato pubblicato il 29 settembre 2010, la Sony Music Australia ha messo sotto contratto la band e l'EP è stato ripubblicato nel 2011 con tre delle tracce bonus già precedentemente pubblicate nella versione giapponese.
Per il brano Wasting Away è stato pubblicato il 14 giugno 2010 un video musicale diretto da Mick Gumley e registrato a Sydney.

## Tracce
1. To Die For – 3:24
2. Invincible – 2:28
3. Wasting Away – 2:50
4. Closer – 2:56
5. My Favourite Thing – 3:08
6. Ten Times Better – 2:55
7. Rooftop to the Street – 3:33
8. In My Eyes (Rufio cover) – 3:04

Tracce bonus nell'edizione giapponese
1. Revenge & It's Thrills – 2:48
2. 5 Years – 2:49
3. Thank You & Goodnight (EP Version) – 3:15
4. Invincible (Acoustic) – 2:38

Tracce bonus nella riedizione del 2011
1. Revenge & It's Thrills – 2:48
2. 5 Years – 2:49
3. Thank You & Goodnight – 3:15

## Formazione
- Jenna McDougall – voce
- Whakaio Taahi – chitarra solista, tastiera, voce secondaria
- Jake Hardy – chitarra ritmica
- Cam Adler – basso
- Matt Best – batteria, percussioni

## Classifiche
| Classifica (2010) | Posizione massima |
| ----------------- | ----------------- |
| Giappone          | 168               |